# Jakob Christoph Le Blon

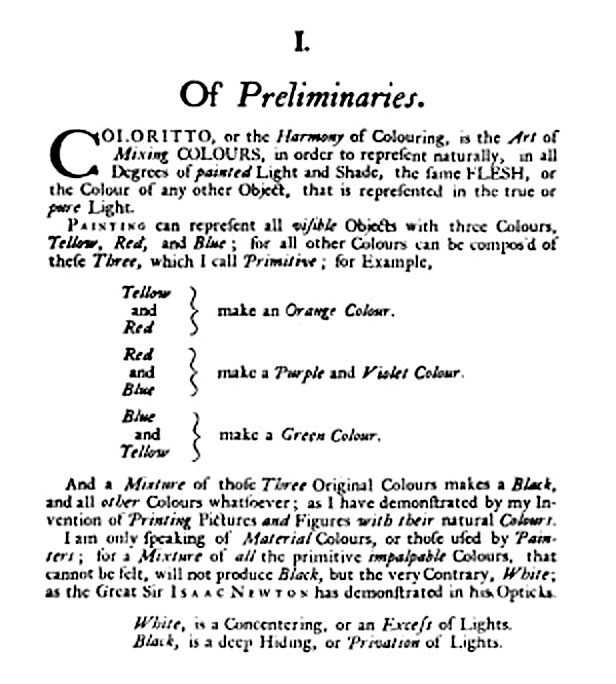
Le Blon’s Beschreibung eines Dreifarbsystems aus seinem Buch: Coloritto: Or the Harmony of Colouring in Painting

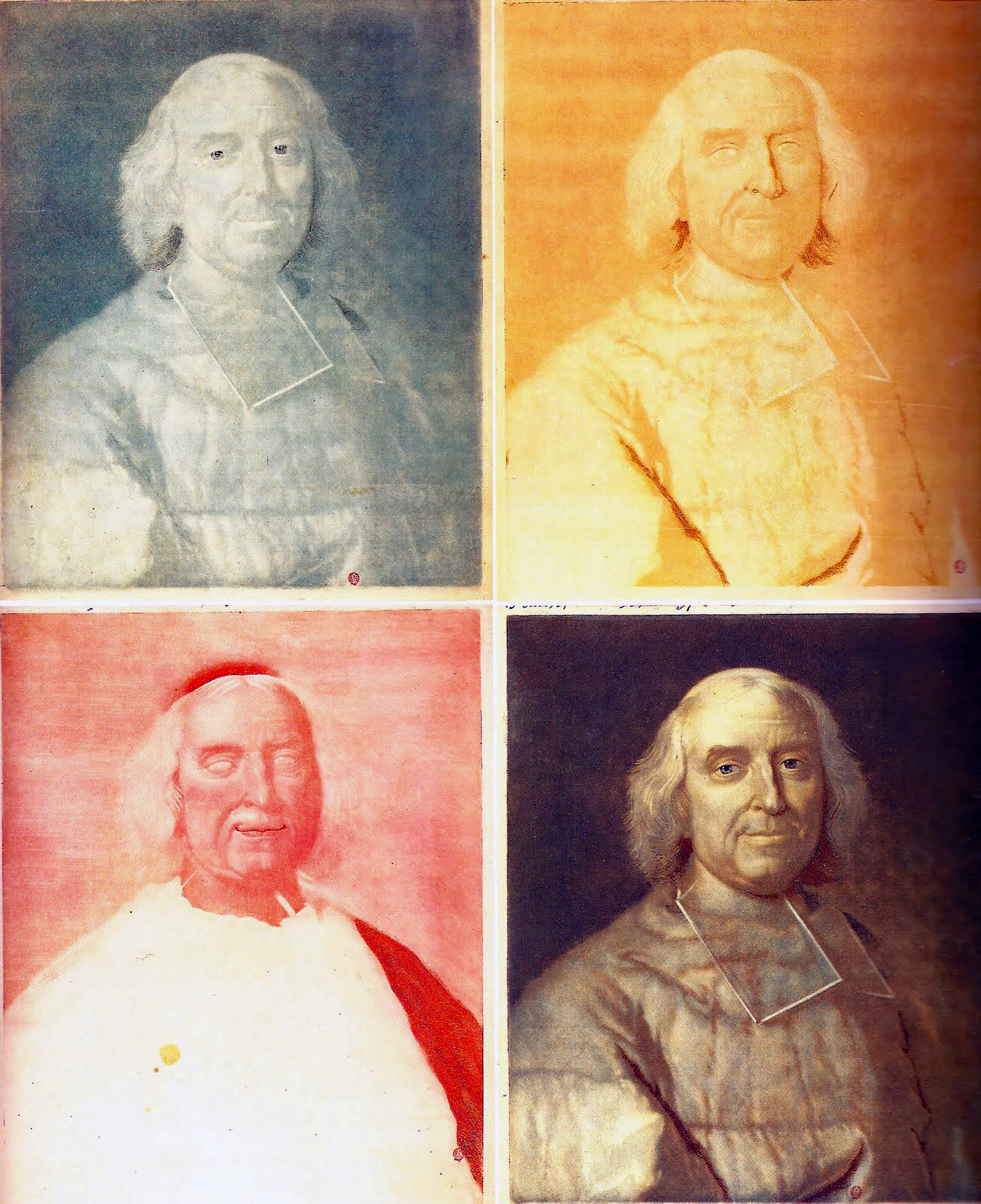
Kardinal André-Hercule de Fleury im Vierfarbdruck von 1738 (separiert)

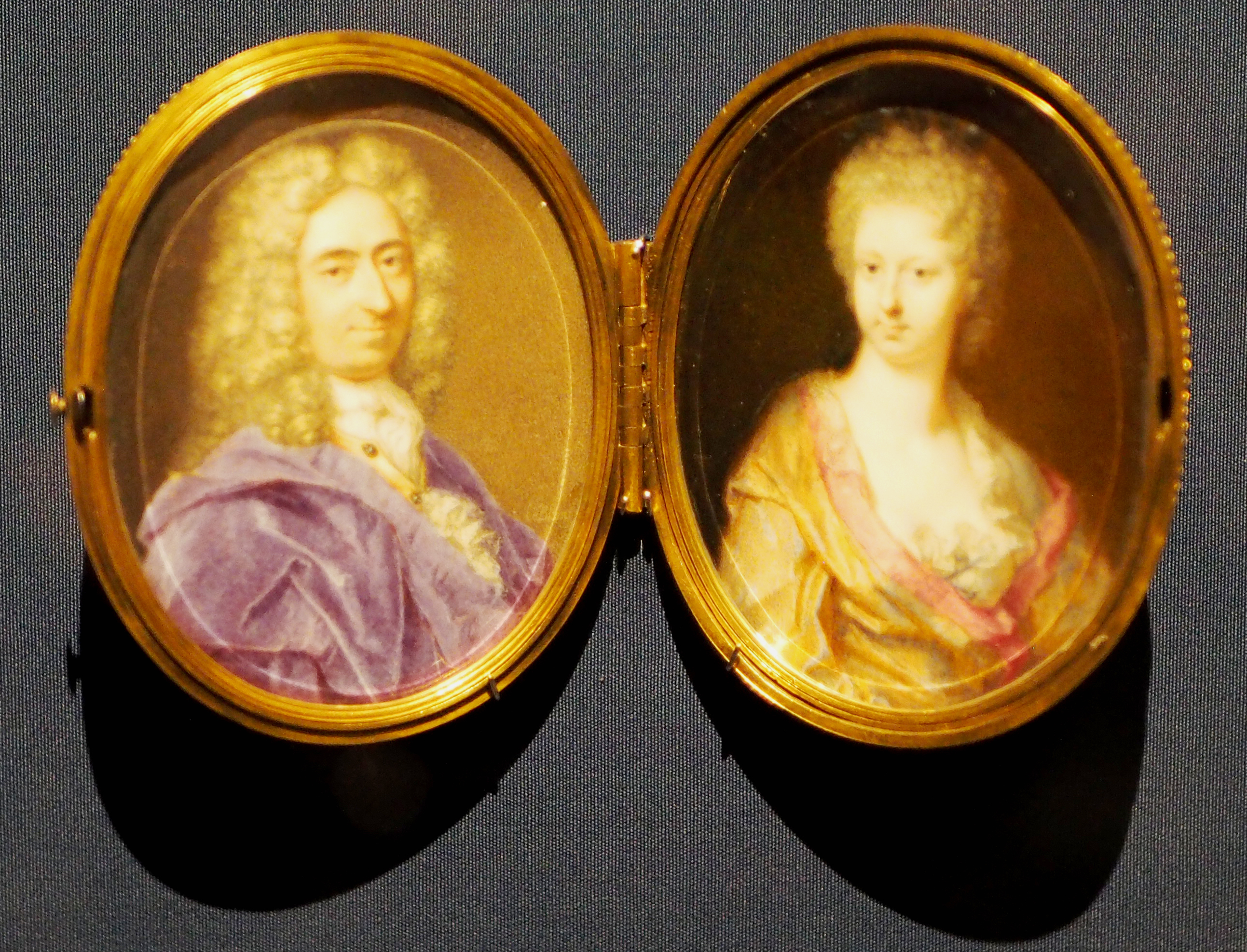
Miniatur von Le Blon: „Herr mit lilafarbenem Umhang, Dame in gemustertem Kleid“, Bomann-Museum Celle

Jakob Christoph Le Blon (* 23. Mai 1667 in Frankfurt am Main; † 15. Mai 1741 in Paris) war ein Maler und Kupferstecher, der den Drei- und Vierfarbdruck erfand.
Le Blons Vater Christoph Le Blon der Ältere (* 1639; nach 1706) war Buchhändler und Kupferstecher. Seine Großmutter war Susanne Barbara Merian (1619–1645, Witwe des Kaufmanns Caspar Im Bruch). Sie stammte aus der Kupferstecherfamilie Merian.

## Leben
1696–1702 soll er in Rom Schüler von Carlo Maratti gewesen sein. 1705 war Le Blon in Amsterdam, wo er bis 1717 als Miniaturmaler arbeitete. In dieser Zeit heiratete er Gerrada Vloet. Zu seinen Schülerinnen zählt auch die spätere Miniaturenmalerin Henrietta von Pee.
Während eines Besuchs in London führte er 1710 erste Druckversuche mit Kupferplatten durch und erfand den Dreifarbdruck.
1715 wurde sein Sohn geboren, seine Frau starb im folgenden Jahr.
Weil Versuche, in Den Haag und Paris ein Patent zu erlangen, erfolglos blieben, kehrte Le Blon 1718 zurück nach London, wo ihm 1719 ein 14-jähriges exklusives Recht zur Vervielfältigung von Bildern und Zeichnungen in natürlichen Farben eingeräumt wurde. Mit Oberst John Guise gründete er das Picture Office, das trotz des noch gültigen Privilegs 1725 zusammenbrach.
Im selben Jahr veröffentlichte Le Blon seine Schrift Coloritto: Or the Harmony of Colouring in Painting. Darin stellte er die These auf, dass alle Farben inklusive Schwarz aus drei „Grund“-Farben – Blau, Rot und Gelb – gemischt werden können. In der Schrift bezieht er sich auch auf die Farbtheorie von Isaac Newton.
1727 wurde Le Blon wiederum das exklusive Recht auf die Anwendung seiner Dreifarben-Theorie bei der Herstellung von bedruckten Stofftapeten eingeräumt. Nach erneuter Pleite in 1734 floh er nach Paris.
1732 erfand er den Vierfarbdruck durch Verwendung von drei Druckplatten (blau, rot, gelb), denen er eine schwarze Platte hinzufügte. Damit gilt er als Wegbereiter für den heute üblichen Vierfarbdruck, der auf den Farben Cyan, Magenta, Gelb und Schwarz basiert.
Später fügte er gelegentlich noch eine weiße Platte hinzu.
1737 räumte Ludwig XV. Le Blon das exklusive Recht zur Herstellung farbiger Reproduktionsdrucke ein. Seine dem Farbdruckverfahren angepassten Mezzotinto-Drucke waren in Frankreich sehr gesucht.
Neben Reproduktionen eigener Werke stellte Le Blon auch Drucke nach Correggio, Rigaud und van Dyck her.
Schon um die Mitte des 19. Jh. war das Druckverfahren von Le Blon in Vergessenheit geraten, seine Farbtheorie bildete dennoch die Grundlage moderner Drucktechniken.

## Familie
In Amsterdam heiratete er 1705 Gerrada Vloet († 1716). Die Kinder aus dieser Ehe überlebten nicht.

## Werk
- drei Miniaturen (Porträts) im Rijksmuseum, Amsterdam geheugenvannederland.nl
- Louis XV. Porträt in der National Gallery of Art, Washington D.C. nga.gov
- Louis XV. im Art Institute of Chicago artic.edu